# Lukas Brückler
Lukas Brückler (* 9. Februar 2000) ist ein österreichischer Fußballspieler.

## Karriere
Brückler begann seine Karriere beim SC Golling. Im Februar 2014 wechselte er zum SV Grödig. Zur Saison 2016/17 kehrte er nach Golling zurück, wo er fortan für die zweite Mannschaft spielen sollte. Im April 2017 debütierte er dann auch für die Kampfmannschaft von Golling in der Salzburger Liga. In der Saison 2016/17 kam er zu sechs Einsätzen in der vierthöchsten Spielklasse, für die Reserve spielte er 19 Mal in der 2. Klasse. In der Saison 2017/18 kam er dann regelmäßig für die erste Mannschaft zum Zug und absolvierte 21 Partien in der Salzburger Liga. In der Saison 2018/19 absolvierte er 28 Partien, in denen er sechsmal traf.
In der COVID-bedingt abgebrochenen Spielzeit 2019/20 stand er 15 Mal für Golling auf dem Feld, in der ebenfalls abgebrochenen Saison 2020/21 neunmal. In der Saison 2021/22 erzielte der Angreifer in 26 Einsätzen in der Salzburger Liga 28 Tore und wurde damit Torschützenkönig, mit Golling stieg er als Meister in die Regionalliga Salzburg auf. Auch in der dritthöchsten Spielklasse hielt er seine Form, zu Saisonende standen für ihn 22 Tore in 26 Einsätzen zu Buche. Mit Golling stieg er aber direkt wieder in die Salzburger Liga ab.
Zur Saison 2023/24 wechselte Brückler daraufhin zum Zweitligisten Schwarz-Weiß Bregenz. Sein Debüt in der 2. Liga gab er im Juli 2023, als er am ersten Spieltag jener Saison gegen den First Vienna FC in der 58. Minute für Tamás Herbály eingewechselt wurde. Bis Saisonende kam er in allen 30 Ligaspielen zum Einsatz und erzielte dabei elf Tore.
Zur Saison 2024/25 wechselte er innerhalb der 2. Liga zu Admira Wacker. Für die Admira absolvierte er zehn Zweitligaspiele. Im Februar 2025 wurde sein Vertrag beim Zweitligisten aufgelöst und der Angreifer kehrte nach Golling zurück.